# Страндквист, Ларс
Ларс Стра́ндквист (швед. Lars Strandqvist; род. 4 апреля 1955) — шведский кёрлингист.
Чемпион Швеции среди мужчин (1987). В составе мужской сборной Швеции чемпион Европы 1987. В составе мужской сборной ветеранов Швеции бронзовый призёр чемпионата мира среди ветеранов 2006.

## Достижения
- Чемпионат Европы по кёрлингу: золото (1987).
- Чемпионат Швеции по кёрлингу среди мужчин: золото (1987).
- Чемпионат мира по кёрлингу среди ветеранов: бронза (2006).

## Команды
| Сезон   | Четвёртый     | Третий           | Второй           | Первый           | Запасной       | Тренер         | Турниры  |
| ------- | ------------- | ---------------- | ---------------- | ---------------- | -------------- | -------------- | -------- |
| 1986—87 | Томас Норгрен | Ян Страндлунд    | Ларс Страндквист | Ларс Энгблум     |                |                | ЧШМ 1987 |
| 1987—88 | Томас Норгрен | Ян Страндлунд    | Ларс Страндквист | Ларс Энгблум     | Олле Хоканссон | Олле Хоканссон | ЧЕ 1987  |
| 2005—06 | Ян Ульстен    | Бьёрн Рудстрём   | Ларс Страндквист | Ларс Энгблум     |                |                | ЧМВ 2006 |
| 2014—15 | Emil Marklund | Ларс Страндквист | Magnus Kling     | Erik Strandqvist |                |                |          |

(скипы выделены полужирным шрифтом)